# Distrito de Villefranche-de-Rouergue
El distrito de Villefranche-de-Rouergue es un distrito (en francés arrondissement) de Francia, que se localiza en el departamento Aveyron, de la región Mediodía-Pirineos (en francés Midi-Pyrénées). Cuenta con 64 comunas.
Es el más occidental y el más pequeño de los distritos del departamento con una superficie de 1293,4 km². Es el de menor población de los distritos de Aveyron y su población, en 2012, es de 63 852, con una densidad de población de 49,4 habitantes/km².

## Historia
Cuando se crearon los distritos en 1800, Villefranche-de-Rouergue fue uno de ellos en el departamento de Aveyron.

## Geografía
El distrito limita con el departamento Cantal (Auvernia) al norte, con el distrito de Rodez al este, con el departamento Tarn (Mediodía-Pirineos) al sur y con los  departamentos Tarn y Garona (Mediodía-Pirineos) y Lot (Mediodía-Pirineos) al oeste.

## División territorial

### Cantones
Luego de la reorganización de los cantones en Francia que entró en vigor en marzo de 2015, los cantones ya no se consideran como subdivisiones de los distritos; algunos cantones tienen comunes en 2 distritos diferentes.
En el distrito de Villefranche-de-Rouergue, los cantones que están totalmente dentro del distrito son 3: Lot et Montbazinois, Villefranche-de-Rouergue y Villeneuvois et Villefranchois.
Tres cantones comparten sus comunas entre el distrito de Villefranche-de-Rouergue y el distrito de Rodez:
1. Aveyron et Tarn, 5 comunas en el distrito de Rodez y 14 en Villefranche-de-Rouergue
2. Enne et Alzou, 8 comunas en Rodez y 3 en Villefranche-de-Rouergue
3. Lot et Dourdou, 6 comunas en Rodez y 8 en Villefranche-de-Rouergue

### Comunas
| 1. Les Albres (12003)            | 2. Almont-les-Junies (12004)         | 3. Ambeyrac (12007)            | 4. Asprières (12012)             |
| 5. Aubin (12013)                 | 6. Balaguier-d'Olt (12018)           | 7. La Bastide-l'Évêque (12021) | 8. Boisse-Penchot (12028)        |
| 9. Bor-et-Bar (12029)            | 10. Bouillac (12030)                 | 11. Brandonnet (12034)         | 12. Capdenac-Gare (12052)        |
| 13. La Capelle-Balaguier (12053) | 14. La Capelle-Bleys (12054)         | 15. Causse-et-Diège (12257)    | 16. Compolibat (12071)           |
| 17. Cransac (12083)              | 18. Decazeville (12089)              | 19. Drulhe (12091)             | 20. Firmi (12100)                |
| 21. Flagnac (12101)              | 22. Foissac (12104)                  | 23. La Fouillade (12105)       | 24. Galgan (12108)               |
| 25. Lanuéjouls (12121)           | 26. Livinhac-le-Haut (12130)         | 27. Lugan (12134)              | 28. Lunac (12135)                |
| 29. Maleville (12136)            | 30. Martiel (12140)                  | 31. Montbazens (12148)         | 32. Monteils (12150)             |
| 33. Montsalès (12158)            | 34. Morlhon-le-Haut (12159)          | 35. Najac (12167)              | 36. Naussac (12170)              |
| 37. Ols-et-Rinhodes (12175)      | 38. Peyrusse-le-Roc (12181)          | 39. Privezac (12191)           | 40. Prévinquières (12190)        |
| 41. Rieupeyroux (12198)          | 42. La Rouquette (12205)             | 43. Roussennac (12206)         | 44. Saint-André-de-Najac (12210) |
| 45. Saint-Igest (12227)          | 46. Saint-Parthem (12240)            | 47. Saint-Rémy (12242)         | 48. Saint-Salvadou (12245)       |
| 49. Saint-Santin (12246)         | 50. Sainte-Croix (12217)             | 51. Salles-Courbatiès (12252)  | 52. Salvagnac-Cajarc (12256)     |
| 53. Sanvensa (12259)             | 54. Saujac (12261)                   | 55. Savignac (12263)           | 56. Sonnac (12272)               |
| 57. Toulonjac (12281)            | 58. Vabre-Tizac (12285)              | 59. Vailhourles (12287)        | 60. Valzergues (12289)           |
| 61. Vaureilles (12290)           | 62. Villefranche-de-Rouergue (12300) | 63. Villeneuve (12301)         | 64. Viviez (12305)               |